# Aesalus satoi
Aesalus satoi là một loài bọ cánh cứng trong họ Lucanidae. Loài này được Araya mô tả khoa học năm 2003.